# Le Colt du révérend
Pour plus de détails, voir Fiche technique et Distribution.
Le Colt du révérend (titre original : Reverendo Colt) est un film italo-espagnol réalisé par Leon Klimovsky, sorti en 1970.

## Synopsis
Le révérend Miller se rend à Tucson en espérant y faire bâtir une église. À peine arrivé, un gang de malfaiteurs braque une banque et les habitants suspectent le nouveau venu d'en être le commanditaire à cause de l'arme qu'il possède. Alors qu'il est sur le point d'être lynché, Miller est sauvé par le shérif Donovan qui le charge de retrouver le gang...

## Fiche technique
- Titre original : Reverendo Colt
- Réalisation : Leon Klimovsky
- Scénario : Tito Carpi et Manuel Martínez Remís d'après une histoire de Manuel Martínez Remís
- Directeur de la photographie : Alberto Fusi
- Montage : Antonio Gimeno
- Musique : Lady Park et Piero Umiliani
- Production : Marino Girolami
- Genre : Western spaghetti
- Pays d'origine :  Espagne,  Italie
- Durée : 90 minutes
- Date de sortie :
  - Italie : 24 décembre 1970
  - Espagne : 9 août 1971
  - France : 24 août 2010 (sortie DVD)

## Distribution
- Guy Madison (VF : Marc Cassot) : révérend Miller
- Richard Harrison : shérif Donovan
- Thomas Moore : Mestizo
- María Martín : Mary MacMurray
- Germán Cobos (VF : Francis Lax) : Fred Smith
- Pedro Sanchez : Meticcio
- Steven Tedd : Gary
- Perla Cristal : Dorothy
- Alfonso Rojas : colonel Charles Jackson
- Mariano Vidal Molina : Billy
- Cris Huertas : Pat MacMurray
- José Canalejas : Martin
- Maria Monterrey : Katy
- Nino Marchetti : le député Hop